# Tučnice obecná

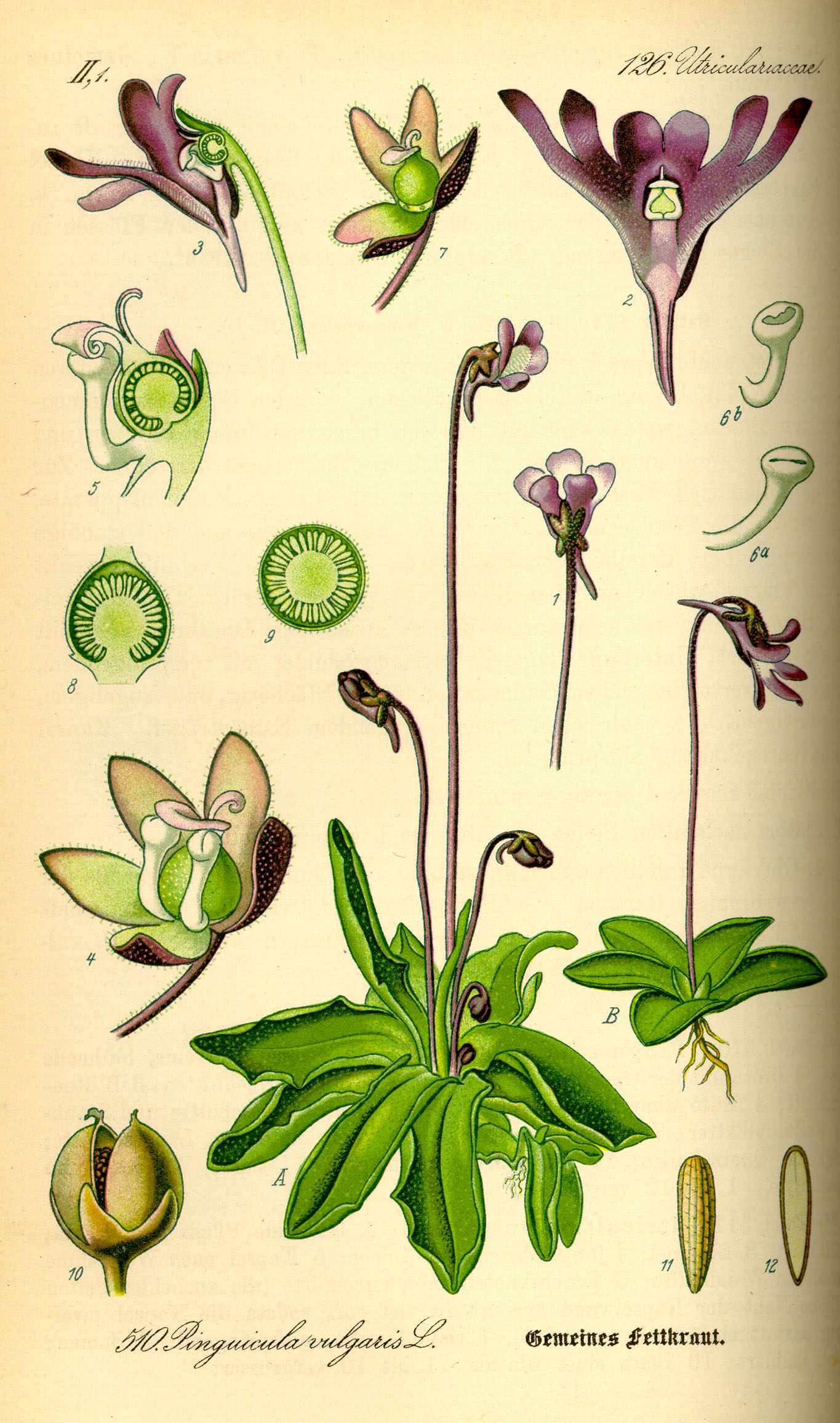
Ilustrace tučnice obecné

Tučnice obecná (Pinguicula vulgaris) je vytrvalá, příležitostně masožravá rostlina. Obvykle roste v půdě chudé na živiny, které si doplňuje lapáním drobného hmyzu. Je na severní polokouli nejrozšířenějším druhem rodu tučnice a jediným, který roste v České republice. Je rozšířena téměř po celé Evropě a v severních částech Asie a Severní Ameriky, obvykle v jižnějších položených oblastech roste ve vyšších polohách.
V Česku má těžiště rozšíření v oreofytiku a chladnějších místech mezofytika, nejvíce lokalit se nachází na Šumavě, ve Slavkovském lese, v Krušných horách a v Českém lese. V malých počtech se také vyskytuje v Orlických a Novohradských horách, v Brdech, na Českomoravské vrchovině a v Hrubém Jeseníku.

## Ekologie
Nejčastěji roste na podmáčených nebo často zaplavovaných loukách, v rašeliništích, slatinách, vřesovištích, prameništích, rákosinách a na březích potoků, rybníků, příkopů a melioračních struh, jakož i na mokvavých místech skal a v jejich vlhkých štěrbinách, lze ji nalézt také na odvalech po těžbě surovin. Vyskytuje se na dobře provzdušněných substrátech slabě kyselých až neutrálních, které jsou strukturou hlinité, písčité či drobně štěrkovité. Bývají to stanoviště slunná nebo polostinná, s omezenou konkurencí jiných rostlin.
Vodu a částečně i živiny získává rostlina nejen chabými kořeny, ale i přímo listy, které se tisknou celou plochou k vlhkému podkladu. Je hemikryptofyt, jehož listy s nástupem zimy usychají. Rostlina do příštího jara přežívá v podobě tzv. spícího (hibernujícího) pupenu, který vyrostl z listové růžice a je tvořen k sobě přitisknutými šupinami chránícími zárodky budoucích listů. V dolní části tohoto pupenu někdy jsou drobné, snadno oddělitelné rozmnožovací pupeny. Za vyhovujících podmínek se rostlina dožívá věku okolo deseti let. Při pěstování lze pupen přes zimu uchovat v chladničce při teplotě málo nad nulu a na jaře vysadit.

## Popis
Drobná, vytrvalá bylina, vysoká 5 až 15 cm, s přízemní růžici lesklých, jasně zelených až žlutozelených, masitých listů. Mají řapíky, jsou nedělené, k zemi přitlačené a bývá jich 5 až 10. Jejich čepele jsou eliptické, vejčité či kopisťovité, obvykle bývají dlouhé 2 až 5 a široké 1 až 2 cm, po obvodě jsou celokrajné, na konci zaokrouhlené až tupě špičaté, okraje mají ohnuty vzhůru a na líci jsou žláznaté a intenzivně lepkavé. Kořenová soustava je tvořena jednotlivými, bělavými a nevětvenými kořínky, které mají spíše upevňovací, než vyživovací funkci.
Z růžice vyrůstají obvykle jeden až dva tenké, pouhý 1 mm tlusté, žláznatě chlupaté, přímé, květonosné stvoly až 15 cm vysoké. Na vrcholu stvolu se vyvine po jednom, 1,5 až 2 cm dlouhém květu na vztyčené nebo svěšené centimetrové stopce. Zelený až hnědavý, široce otevřený kalich je nezřetelně dvoupyský. Horní pysk má tři cípy které jsou podlouhle kopinaté, tupě špičaté a od sebe oddálené, dolní pysk je složen ze dvou vejčitých, tupě špičatých cípů. Dvoupyská, uvnitř chlupatá koruna dlouhá 1,5 až 2 cm bývá nejčastěji modrofialová a v ústí nálevkovité korunní trubky mívá bílou skvrnu. Horní pysk je vzpřímený a má dva laloky obdélníkovitého tvaru, dolní pysk je přímo odstávající a má tři větší, navzájem oddělené laloky a vespod vybíhá v rovnou, si 0,5 cm dlouhou ostruhu obsahující nektar. V koruně jsou dvě tyčinky s přirostlými bázemi nitek. Ze dvou plodolistů je vytvořený svrchní, vejčitý semeník nesoucí bliznu se dvěma nestejně velkými laloky. Květy rozkvétají v květnu a červnu a jsou opylovány létajícím hmyzem, hlavně včelami a čmeláky; v případě nedostatku opylovačů někdy dochází k samoopylení.
Plodem je podlouhle vejčitá až kulovitá, jednopouzdrá, dvěma chlopněmi se otvírající tobolka zabalena ve vytrvalém kalichu. Obsahuje několik stovek drobných, hnědých semen vřetenovitého tvaru se síťnatým osemením. Semena si podržují schopnost vyklíčit pouze po dobu kratší než rok, nestávají se součásti půdní semenné banky. Ploidie druhu je 2n = 64.

## Masožravost
Pro doplnění živin, hlavně dusíku, který bývá poměrně vzácný, si rostlina pomáhá pasivním lapáním drobných živočichů, převážně hmyzu. Horní povrch listu je porostlý velkým množstvím mikroskopických žlázek produkující lepkavý slizový výměšek, který se ve slunečních paprscích třpytí a láká hmyz. Ten se po usednutí přilepí a při snaze uvolnit se vybudí v listu tvorbu a vylučování trávicích enzymů, podobných lidskému trypsinu. Enzymy společně se symbiotickými bakteriemi obsaženými ve slizové látce živočicha zahubí, rozloží a list postupně vstřebá rozpustitelné části. Nestravitelné díly, např. křídla, krovky, zůstanou přilepeny na listu.

## Využití
V oblastech s hojným výskytem se využívalo enzymů obsažených v listech ke srážení mléka při výrobě tvarohu. Rostlina se také tradičně používala jako léčivka, v době květu se sušila její nať, ze které se dělal nálev používaný při snižování dušnosti, při křečích u černého kašle a proti mnoha dalším plicním neduhům, pomáhal také zvyšovat sekreci hlenu z horních cest dýchacích. Působí i jako insekticid.

## Taxonomie
V ČR se rozlišují dva poddruhy:
- tučnice obecná pravá (Pinguicula vulgaris L. subsp. vulgaris)
- tučnice obecná česká (Pinguicula vulgaris L. subsp. bohemica (Krajina) Domin)

V minulosti se někteří čeští botanikové snažili povýšit endemickou populaci z Polabí, tučnici obecnou českou, na samostatný druh „tučnice česká“. Dnes se však po karyologické analýze a upřesnění počtu chromozomů (je shodný s nominátním poddruhem, s tučnicí obecnou pravou) se od tohoto zatřídění upouští a přiznává se ji pouze statut poddruhu.
Navíc tučnice obecná je vzhledově velmi plastická, jednotlivé rostliny se mohou odlišovat celkovým vzrůstem, délkou koruny květu, postavení korunních cípů, tvarem a velikost kalichu, zakončením ostruhy i tvarem tobolky. Také se vyskytuje okolo pěti ustálených typů ve zbarvení koruny, která bývá celá modrofialová nebo celá bílá, anebo má spodní pysk bílý a horní modrofialový, neb spodní i horní pysk jsou modrofialové a korunní trubka bílá, eventuálně je koruna celá modrofialová a má bílou skvrnu v ústí trubky. Dále se vyskytují jedinci s přechodnými znaky. Vždy se jedná o taxonomicky bezvýznamné odchylky.

## Ohrožení
V české přírodě je tučnice obecná v důsledku ničení lokalit, hlavně těžbou rašeliny nebo melioracemi, ohrožena vyhynutím. Je proto ve "Vyhlášce MŽP ČR č. 395/1992 Sb. ve znění vyhl. č. 175/2006 Sb." i v "Červeném seznamu cévnatých rostlin České republiky z roku 2012" prohlášena za druh silně ohrožený (§2), (C2t).

## Galerie

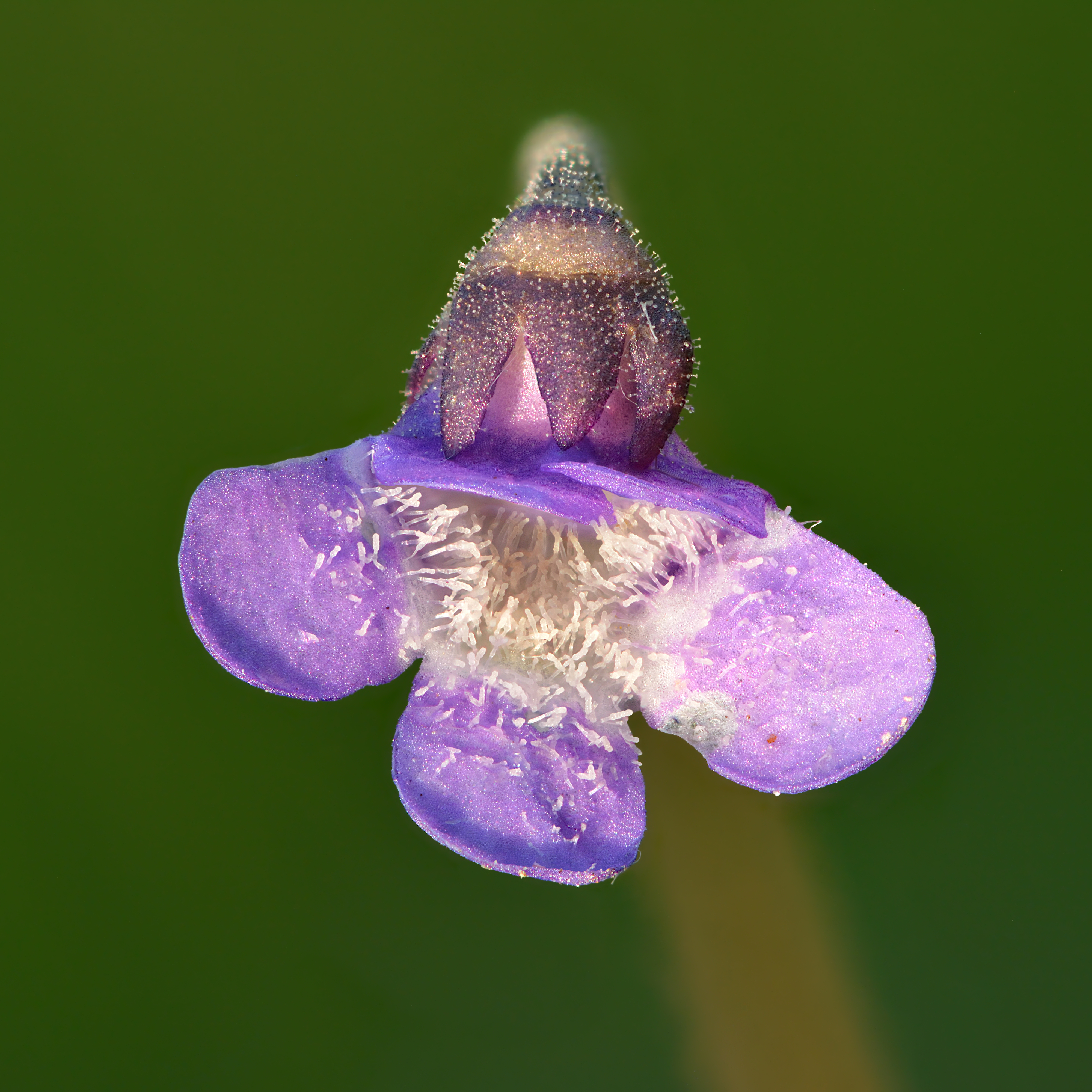
Květ
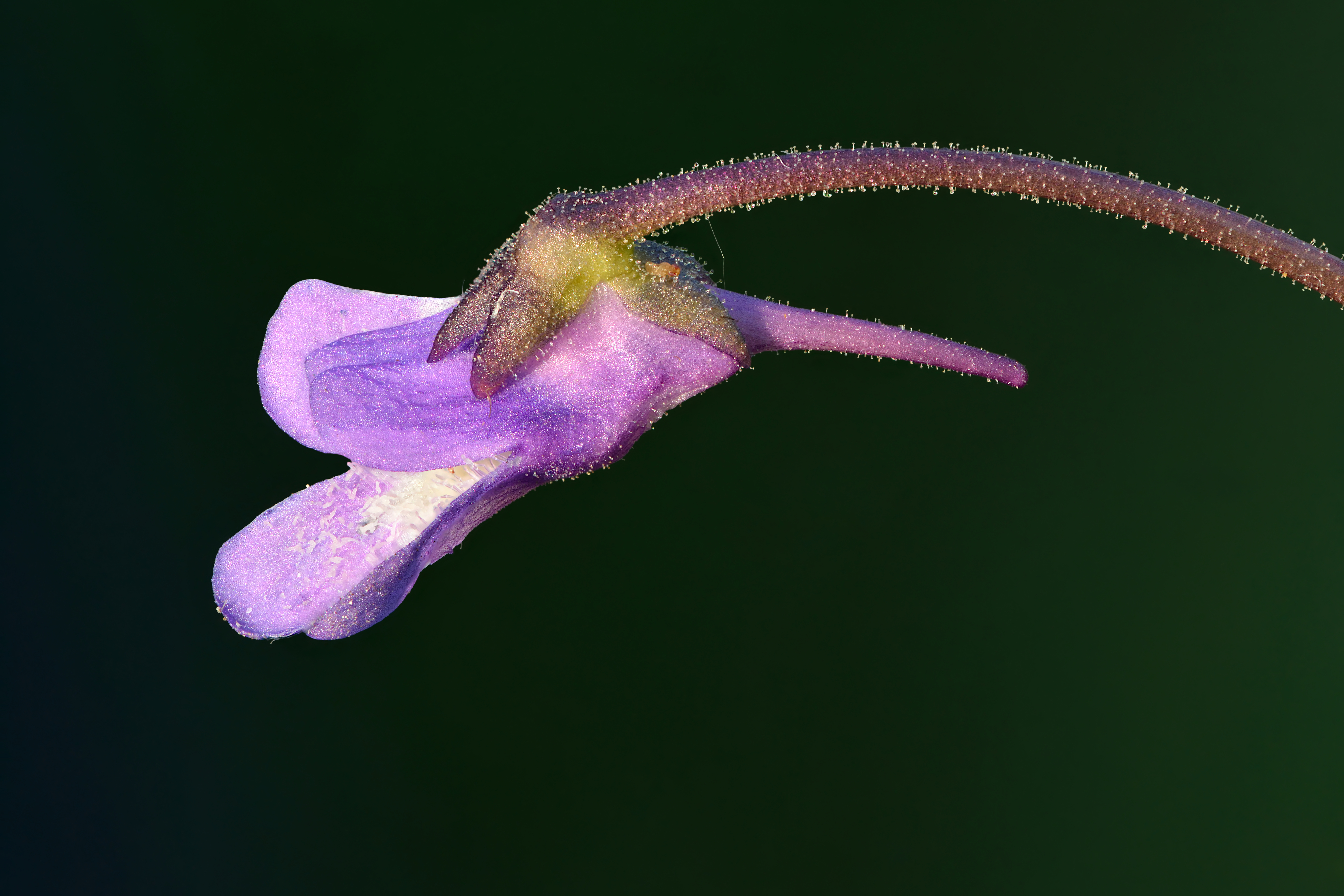
Květ
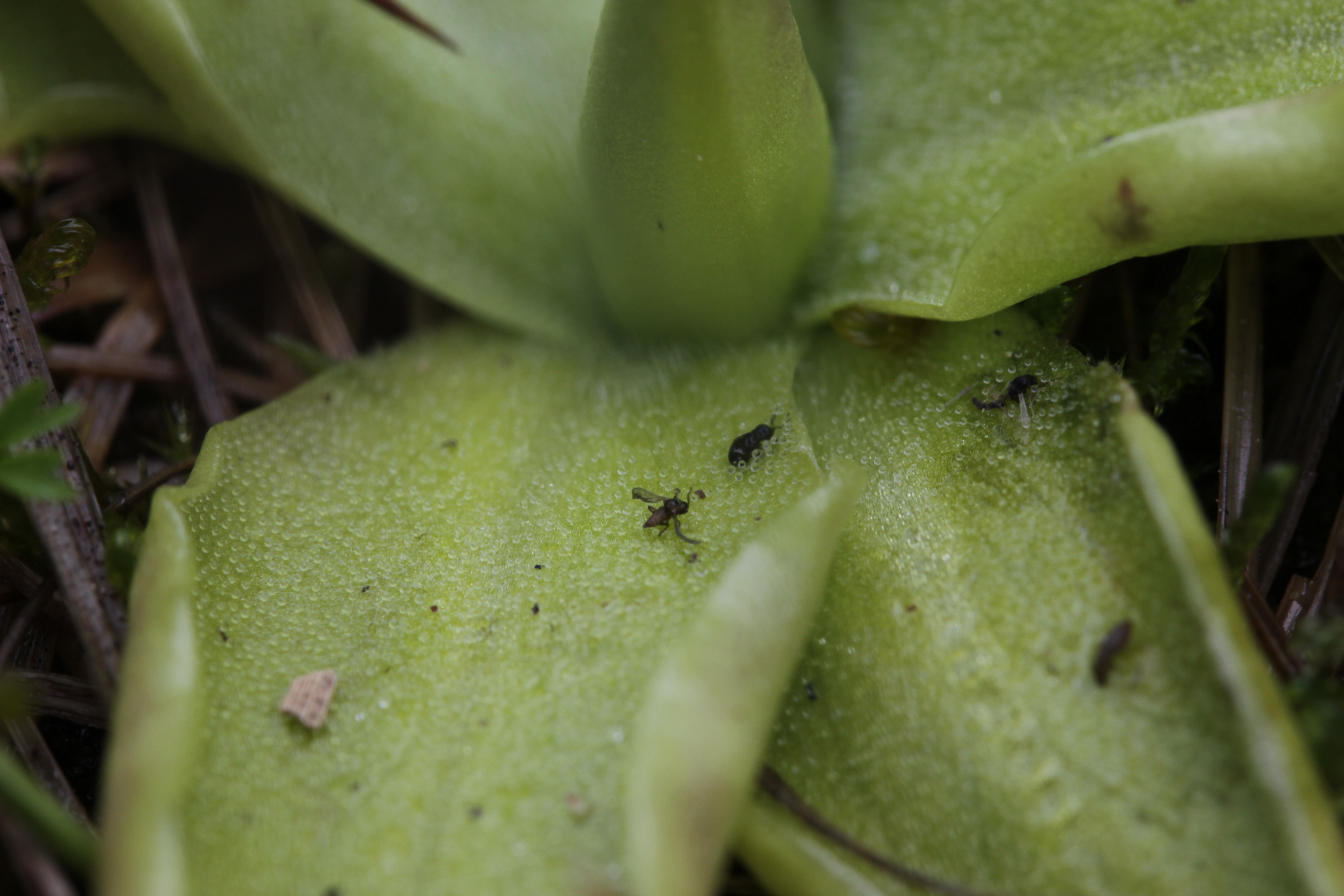
„Spotřebovaný“ hmyz
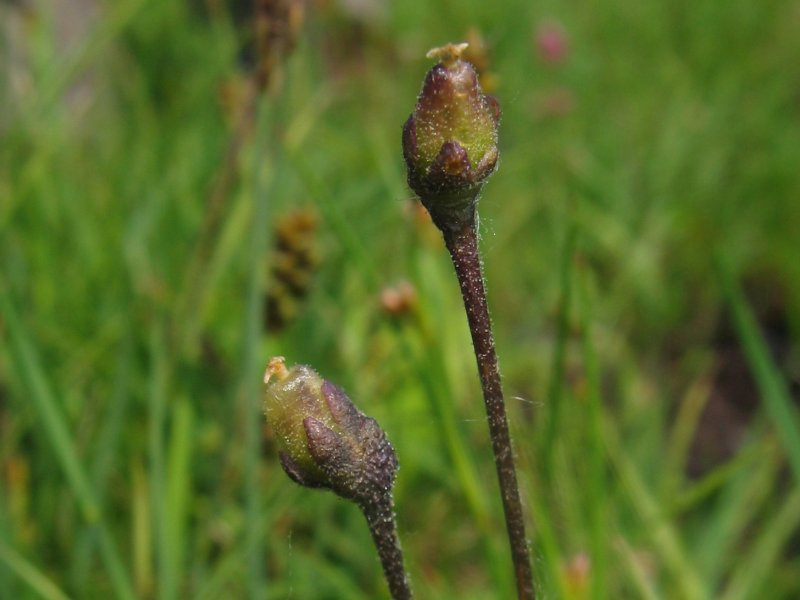
Tobolky